# Grande dodecaedro stellato
In geometria solida il grande dodecaedro stellato o dodecaedro regolare a facce stellate e a 20 vertici è uno dei quattro poliedri di Keplero-Poinsot.

## Proprietà
Il grande dodecaedro stellato è un poliedro di Keplero-Poinsot: è cioè "regolare" ma non convesso.
Le sue 12 facce sono poligoni stellati e si intersecano in più punti. I suoi vertici coincidono con quelli di un dodecaedro.
Come tutti i poliedri regolari, il grande dodecaedro stellato ha tutte le facce regolari ed identiche, tutti gli spigoli della stessa lunghezza e lo stesso tipo di cuspide ad ogni vertice.
Lo stesso solido può essere interpretato con vertici, spigoli e facce diverse: è possibile infatti considerare "facce" soltanto i vari triangoli che stanno effettivamente sul bordo del poliedro. In questo caso si ottengono 60 facce, 90 spigoli e 32 vertici: da un punto di vista combinatorio, con questa descrizione il poliedro è un triacisicosaedro, in cui alcuni vertici sono stati però spostati verso l'esterno.

## Poliedro duale
Il poliedro duale del grande dodecaedro stellato è il grande icosaedro.

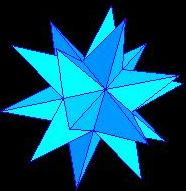
Grande dodecaedro stellato
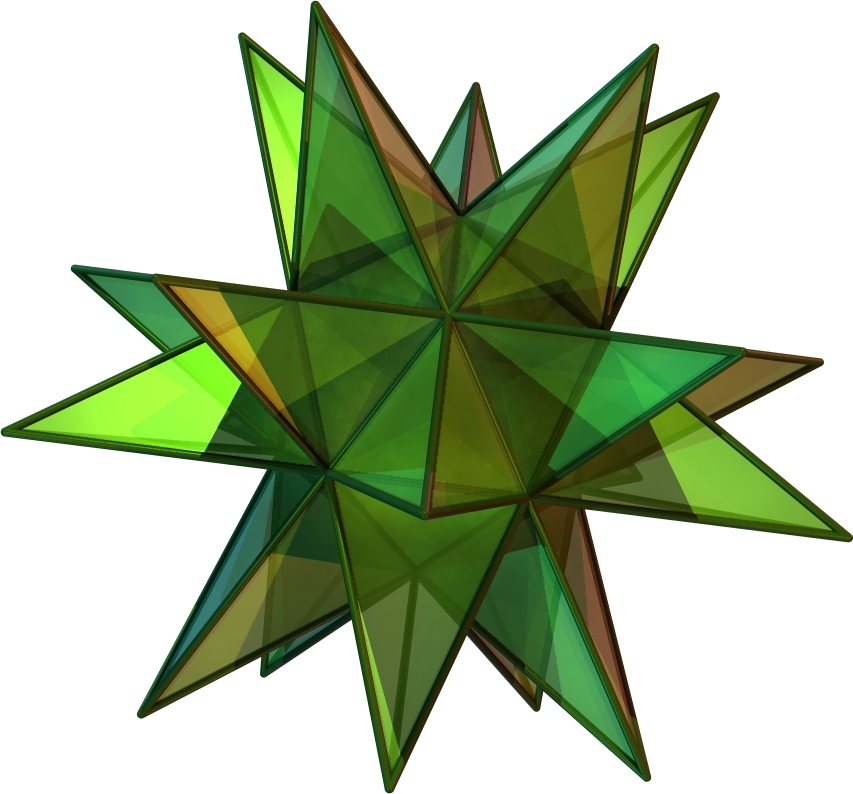
Trasparenza
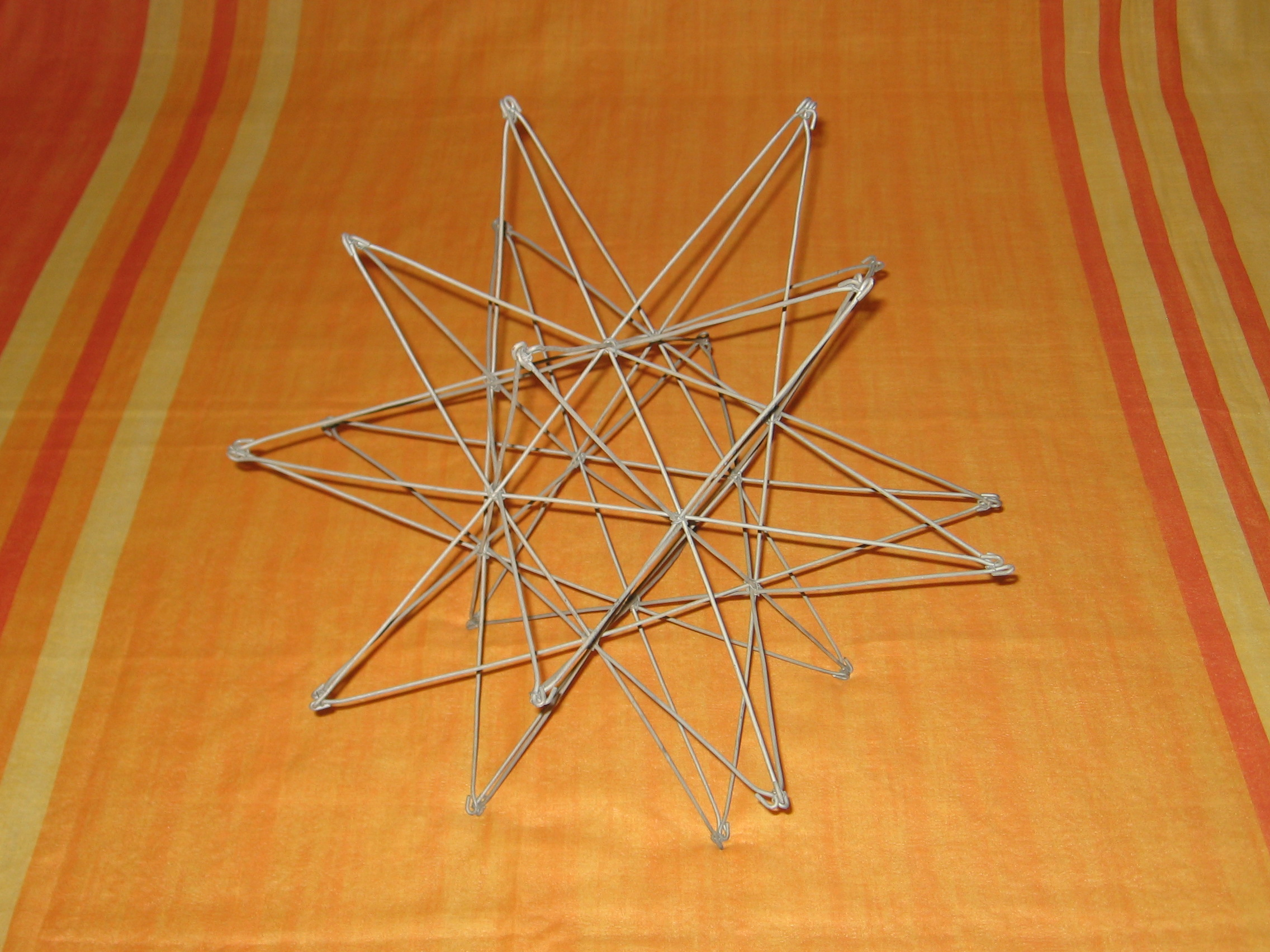
Modello
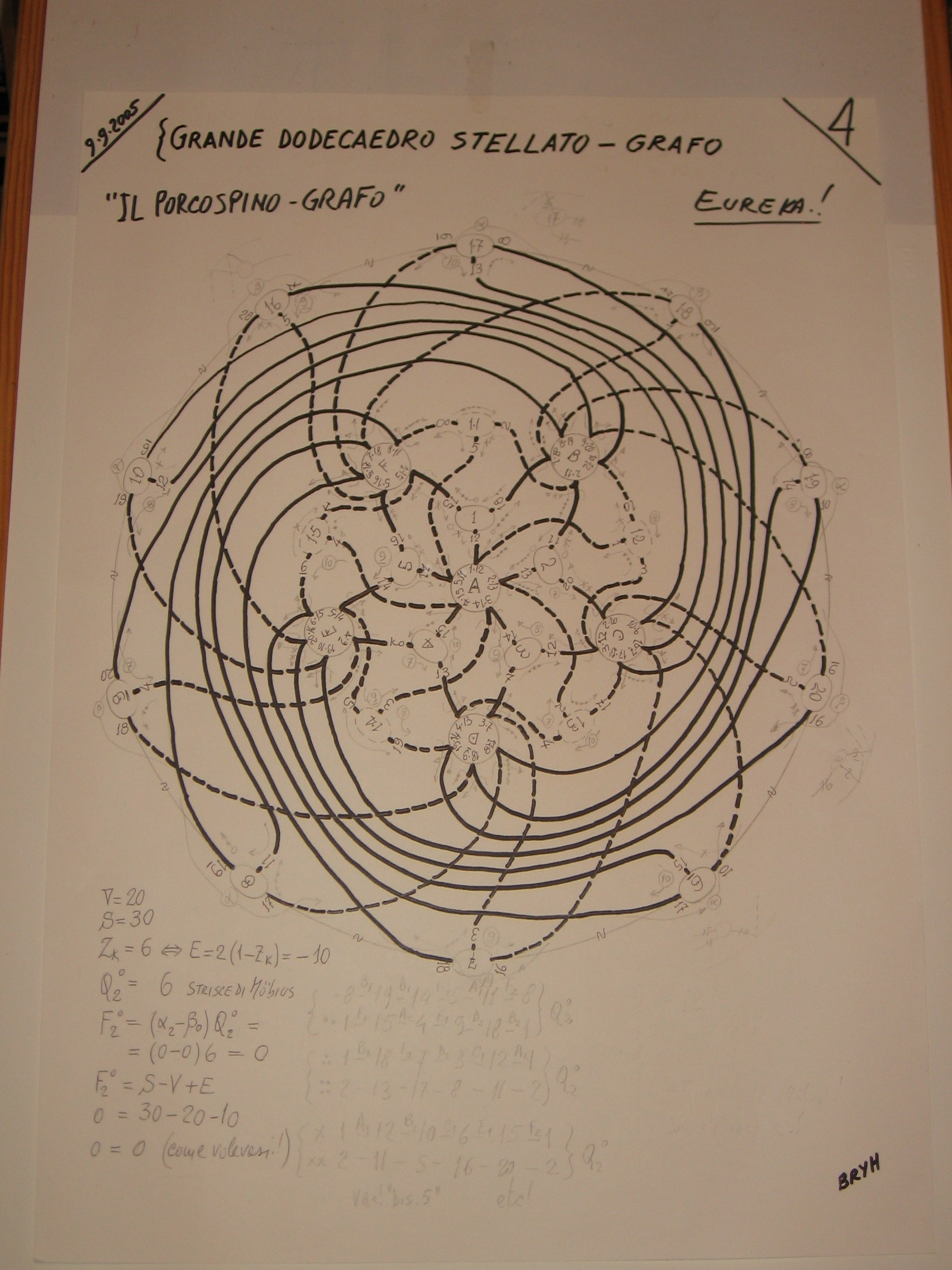
Grafo